# Louis Laurence
Louis Laurence est un lutteur professionnel qui a lutté pendant près de 16 ans dans l’apogée de ce sport au Québec. Né en 1954 à Montréal, il a partagé son parcours avec les plus grands. Il est connu sous le nom de Louis Le Fermier Laurence, mais en utilisera plusieurs autres au cours de sa carrière.

## Biographie
C’est en 1972, à l’école de lutte St-Jean-Baptiste de Montréalque tout débute pour lui. Il s’y entrainera d’ailleurs pendant 3 ans. Son premier combat a été contre Del Skinner, au Vermont. En 1975-76, il passe à la télé au réseau CFCF-12, à l’émission Superstar of Wresling, qui lui donne beaucoup de visibilité d’un bout à l’autre du Canada. Puis, en 1977, il se rend au Mexique et peaufine son style plus acrobatique bien connu des luchadors. Il travaille ensuite pour la EMLL avec El Santos comme partenaire et porte le nom de El Canadiense. Il aura la chance d’ajouter plusieurs contacts d’importance au Mexique et il saura en faire profiter plusieurs autres lutteurs connus qui suivront sa trace, dont un certain Ian Hutchkinson « El Vampiro », d'ailleurs lui-même entraîné par Louis.
À son retour dans la province, c’est la tournée qui l’attend. Les routes du Québec et de l’Ontario n’ont pas de secrets pour les lutteurs de cette époque. Il ira lutter jusqu’au Calgary Stampede, au Nouveau-Brunswick ainsi qu’à Terre-Neuve. Sa tournée lui permettra même de lutter à Hannover en Allemagne de l’ouest et à Londres en Angleterre lors d’un tournoi mondial en 1980. 

Louis Laurence, lutteur québécois, dans sa vingtaine

De 1981 à 1987, il est sous la promotion de Lutte internationale. Puis, de 1982 à 1983, il lutte pour la WWF, en tant qu'Eddy Carson. Il participe également pendant plusieurs années à l’émission Les étoile de la lutte. En plus d’y lutter, il travaille à l’administration de la célèbre Lutte internationale pendant 5 ans, de 1982 à 1987. 
Un des rares à avoir lutté autant au Québec, aux États-Unis ainsi qu’à l’international, Louis Laurence a affronté Dynamite Kid, Gilles « The Fish Poisson », Kurt Von Hess, Zarinoff Le Bœuf, Le Masque Superstar « Demolition Ax », Maurice « Mad Dog » Vachon, Chin Lee, « Pretty Boy » Dan Ferris, Don Muraco et Salvador Bellomo, pour ne nommer que ceux-ci. 
Il a également côtoyé les plus célèbres lutteurs de la lutte québécoise et internationale, comme Ricky Martel, André Le Géant, Abdoullah the Butcher, Les frères Hart, Jim Neidhart, Dan Krofatt, Little Beaver, Les Rougeau, Billy Robinson, King Tonga, Dino Bravo, Gino Brito, les frères Bob (en) et Rocky Della Serra (en), les Leduc, Frenchy Martin, et encore plus. 
Son dernier match fut le 27 février 1988 pour la WWF, au Forum d’Halifax, contre Roger « Bulldog » Vachon, devant une foule de plus de 5000 personnes. C’est à ce moment précis qu’il quitte le monde de la lutte. 

## Vie personnelle
Par la suite, il sera chauffeur d’autobus et opérateur de métro pour la STM, de 1992 à 2020. Il est retraité depuis 2022, et vit paisiblement dans son petit village au côté de sa femme, Sylvie, avec qui il est marié depuis 1981. Le couple a deux filles, Lucie et Lyne, et quatre petits-enfants, Laurence, Olivier, Jeanne et Nicholas
.

## Prix et palmarès
- 1981: Champion par équipe avec Bob Della Serra (en) pour Superstars of Wrestling
- 1970: Champion poids lourds au Loisir St-Jean-Baptiste
- 1977: Champion poids moyens, au Mexique, à Guadalajara